# Bürgerhäuser an der Marktstraße (Hückeswagen)
Die Bürgerhäuser an der Marktstraße in Hückeswagen befinden sich in der Altstadt. Sie sind Teil eines größeren denkmalgeschützten Komplexes. Der Blick auf die Pauluskirche in der Marktstraße stehend wird auch der „Postkartenblick“ genannt, da er für Fotografen ein sehr beliebtes Motiv ist.
Die Marktstraße verläuft ab der Ecke Friedrichstraße/Islandstraße (im Volksmund wird die Ecke auch „Kreuzstraße“ genannt) in leichter Steigung hinauf zum Schloss Hückeswagen. Das Gebäudeensemble von Bürgerhäusern in der hinteren Hälfte der Marktstraße (hin zum Schloss) bildet eine geschlossene Einheit. Die Häuser besitzen noch zum Teil die alten Flaschenzughalterungen für den Warentransport auf die Speicher. Zur Zeit der Entstehung hatten sich viele Tuchweber in der Straße angesiedelt. Später verlagerte sich die wirtschaftliche Tätigkeit in die Tuchfabriken an der Wupper. An der Bachstraße bauten die zu Reichtum gekommenen Tuchweber ihre Villen, von denen noch heute einige zu sehen sind.
Viele Häuser der Markstraße wurden bei verschiedenen Stadtbränden im 18. Jahrhundert schwer in Mitleidenschaft gezogen. Bei einem Brand 1760 wurde aber die linke Seite der Marktstraße (Seite Pauluskirche) nicht zerstört. Die Bauzeiten dieser Häuser datieren auf Mitte des 16. Jahrhunderts bis zum ausgehenden 17. Jahrhundert. Die zerstörte rechte Seite wurde wieder aufgebaut, indem die Grundmauern auf die abgebrannten Häuser gesetzt wurden. Allerdings sind die Hausfronten teilweise breiter. Die ältesten noch heute vorhandenen Unterlagen über die Häuser stammen aus dem Jahr 1828, dem so genannten Urkataster.

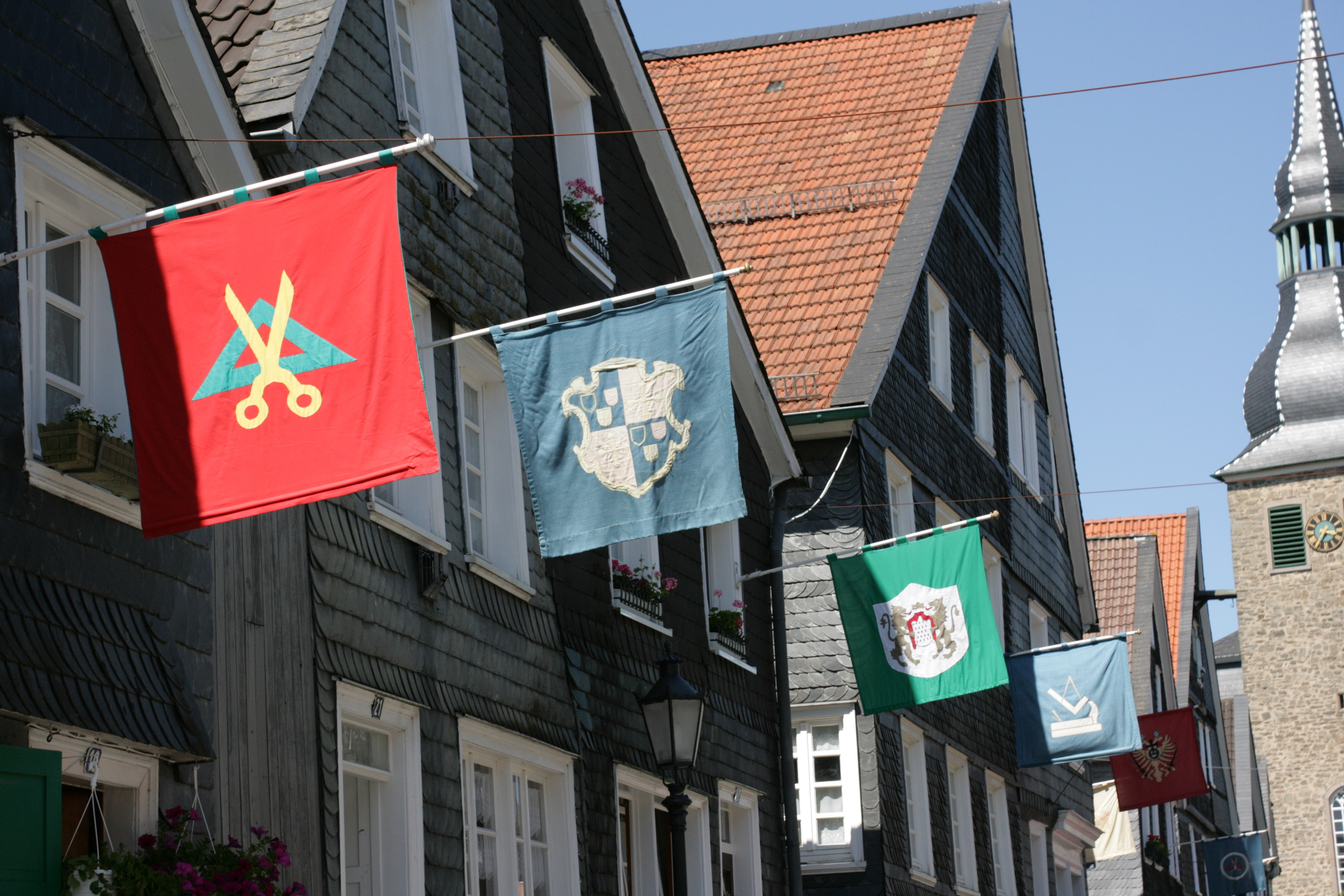
Mit Zunftzeichen geschmückte Häuser
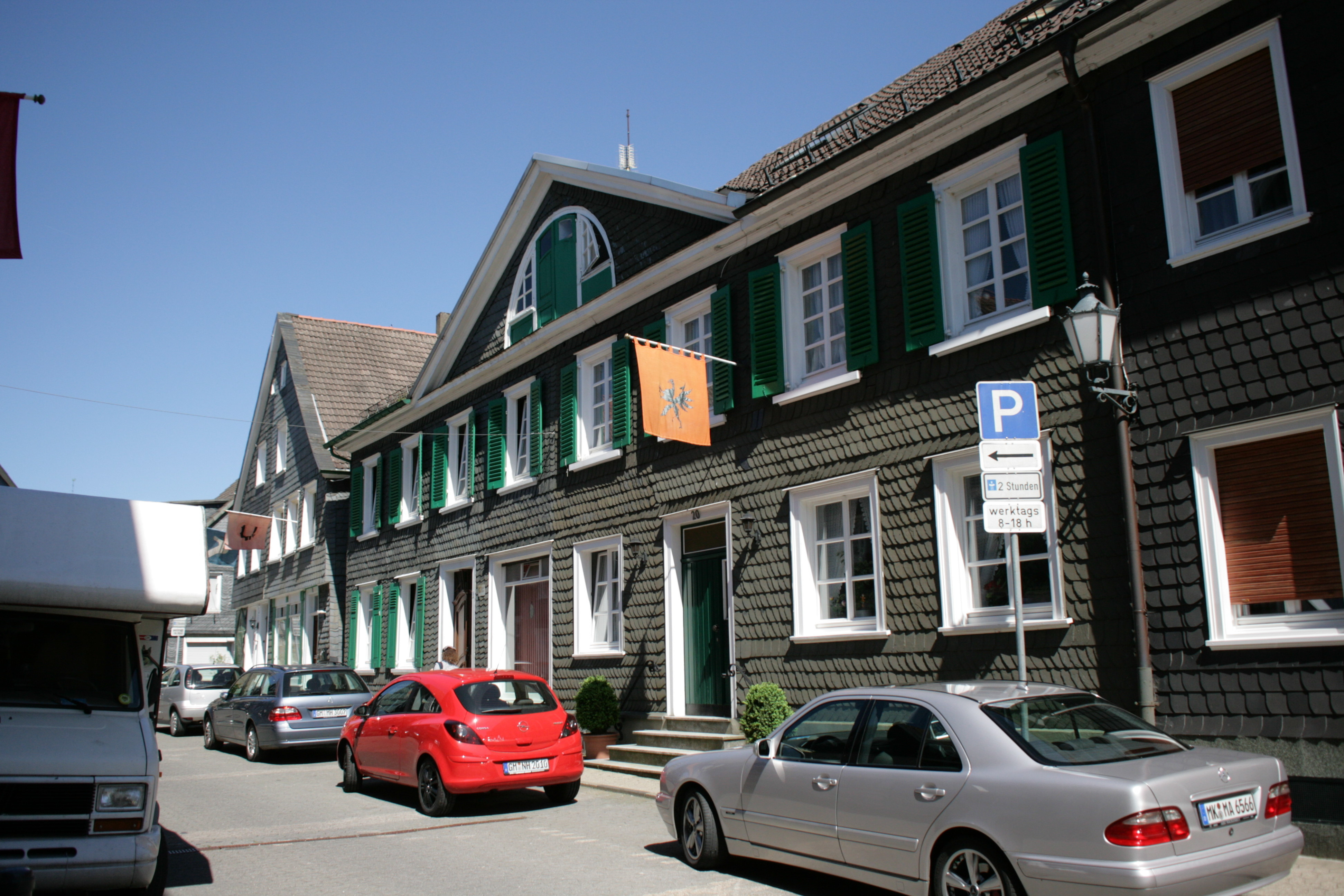
Doppelhaus Marktstraße 22 und 24
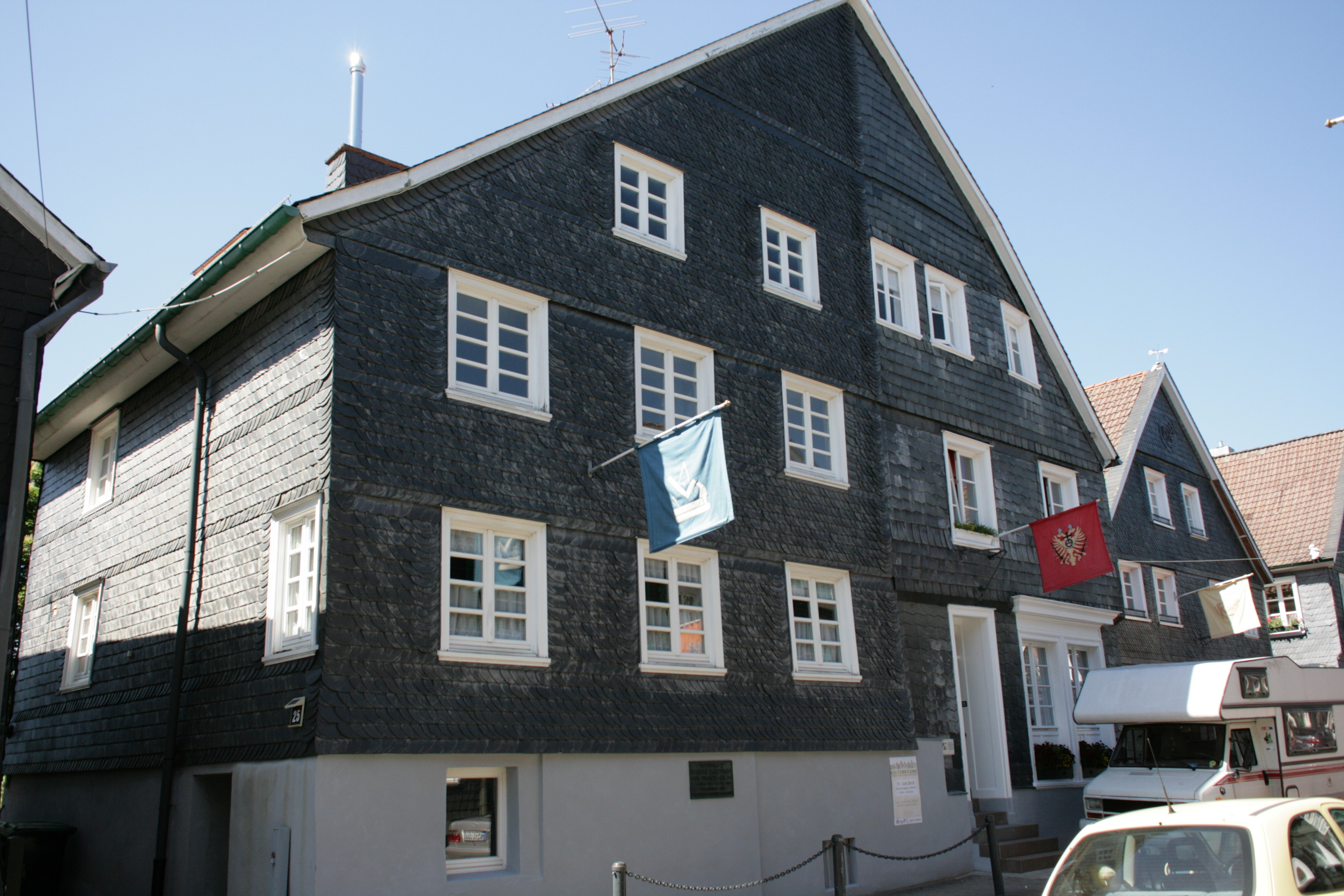
Marktstraße 25, Geburtshaus von Maria Zanders
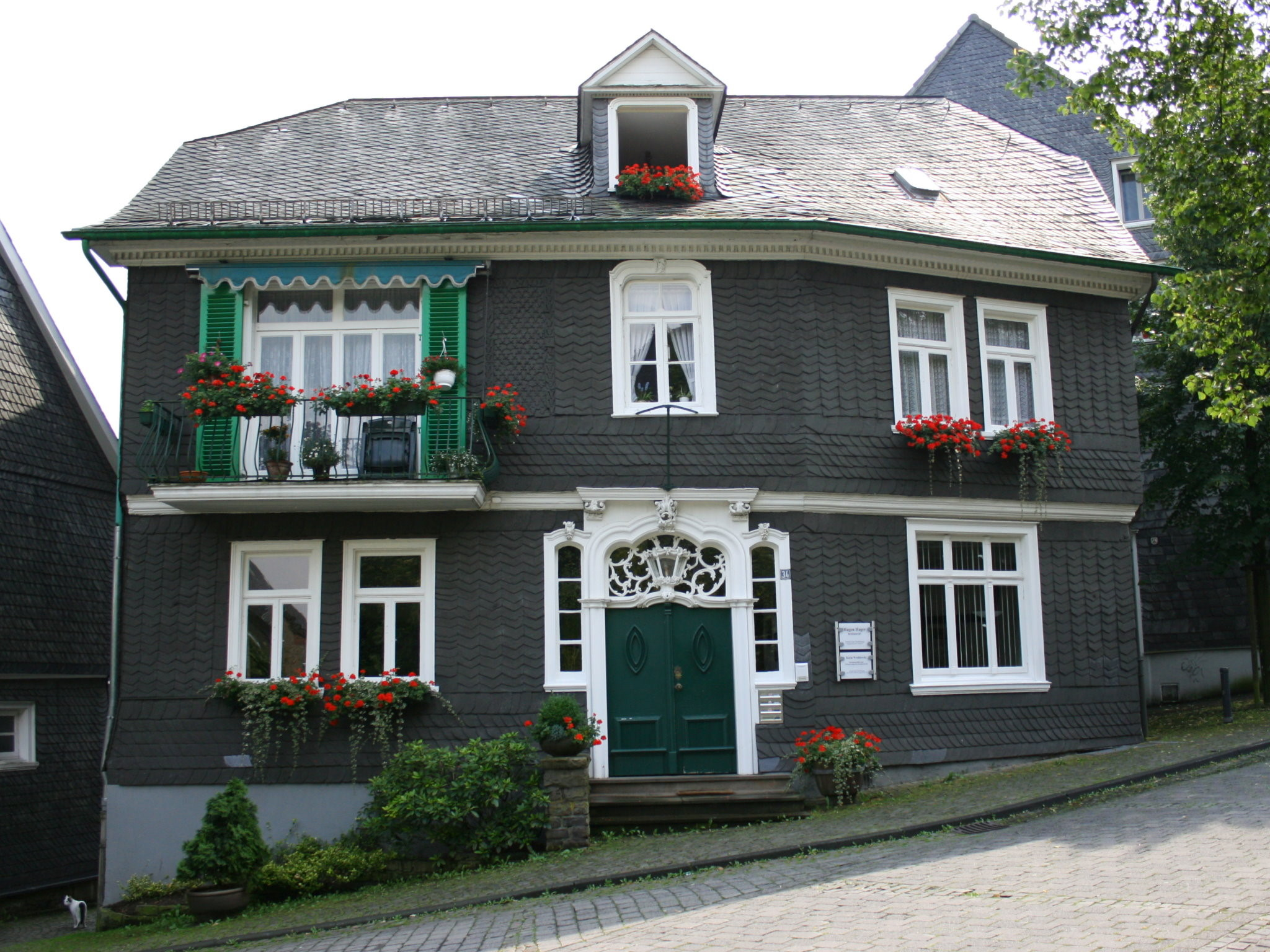
Marktstraße 34 mit barocker Haustür